# FC Seefeld Zürich
Il FC Seefeld Zürich è una società calcistica svizzera del quartiere di Zurigo chiamato Seefeld. Attualmente il club milita in 1ª Lega.
Il Club è stato fondato nel 1931 con il nome di Neumünster, e successivamente cambiato in FC Seefeld con conseguente cambio di colori sociali. Attualmente la società ha circa 750 soci e fa parte della Schweizerischer Fussballverband. I passi decisivi per il cambiamento della linea societaria hanno dato come frutto talenti come Richard Bauer (1973), Oskar Bouli ed Heinz Hermann (1976), e Herbert Hermann (1977) che hanno convinto la squadra ad un più intenso lavoro con il settore giovanile, facendola uscire dall'anonimato e dandole nel tempo l'appellativo di "Talentschmiede Zürichs" ("Talentificio Zurigo"). Nel 2001 la società ha compiuto 70 anni di vita.

## Sportanlage Lengg
Lo Sportanlage Lengg è il campo di gara del FC Seefeld, è composto da due campi in erba e da un terzo campo, più piccolo, in materiale sintetico. Nel 1998 nel centro è stato completato un ristorante la cui terrazza è stata ampliata nel 2002.

## Calcio a 5
Il Seefeld è un protagonista del calcio a 5 svizzero sin dalla prima edizione del campionato svizzero, ha partecipato alla prima edizione nel 04/05 giungendo ai gironi di qualificazione alle semifinali ma il secondo posto dietro al SC Brühl St. Gallen non gli ha consentito di passare il turno. La stagione seguente si è fermato alle semifinali battuto dal Uni Futsal Team Bulle, nel 06/07 si è ripresentata la sfida dell'anno precedente ma in finali, con una nuova vittoria del Bulle. Nella stagione 07/08 è infine giunto il primo titolo nazionale per i zurighesi contro il NK Tomislavgrad Bern, la squadra si è poi confermata campione di Svizzera anche nella successiva stagione 08/09.

## Palmarès

### Calcio

#### Competizioni nazionali
- Seconda Lega interregionale: 2

2002-2003 (gruppo 4), 2015-2016 (gruppo 6)

#### Altri piazzamenti
- Seconda Lega interregionale:

Terzo posto: 2010-2011 (gruppo 5)